# Renforcement de sol par inclusions rigides

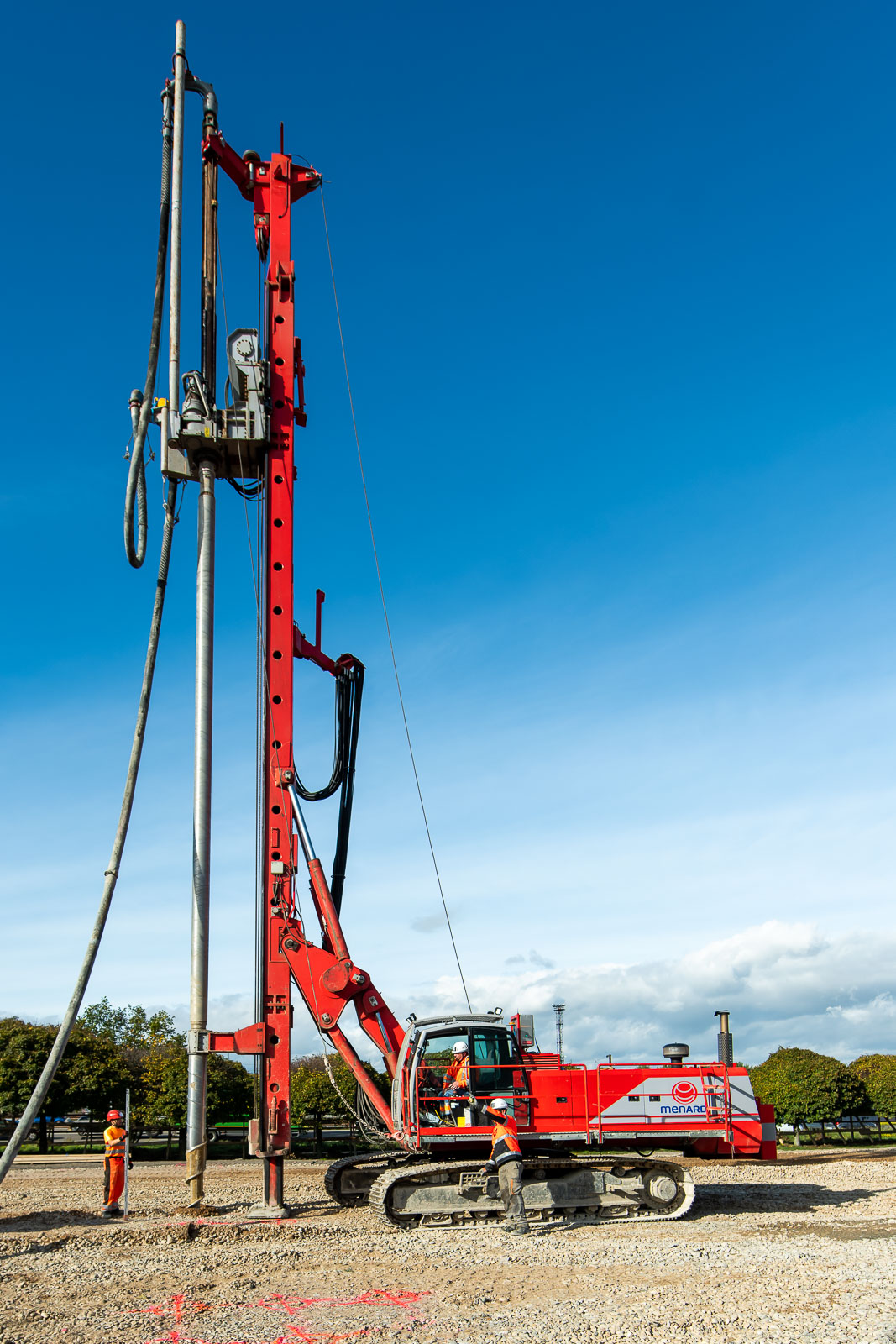
Atelier d’inclusions rigides en station

Le renforcement de sol par inclusions rigides, généralement désigné par le terme inclusions rigides, est une technique de renforcement de sol consistant en l'inclusion dans un sol de colonnes en béton ou en mortier, ou d’éléments préfabriqués battus. Le procédé inclusion rigide permet, à l'instar des autres méthodes de renforcement de sol comme les colonnes ballastées, de réaliser des fondations superficielles sur un terrain en place dont les caractéristiques géotechniques appelleraient traditionnellement des fondations profondes ou semi-profondes. Cette technique est souvent utilisée en remplacement des pieux, micropieux ou de fondations semi-profondes comme les puits en gros-béton.
Les inclusions rigides peuvent être mises en place en maillage sous les dallages industriels ou les remblais (routiers ou ferroviaires par exemple) pour réduire les tassements sous les charges d'exploitation.

## Histoire
L'origine des inclusions rigides est ancienne. Les premiers cas avérés d’ouvrage fonctionnant comme des inclusions seraient en fait des pieux battus en bois chez les Romains. La technique et l'approche actuelle des inclusions rigides ont ensuite été utilisées et développées de manière empirique depuis les années 1960 un peu partout dans le monde.
L'ouvrage actuel de référence concernant les inclusions rigides est le projet national ASIRI, développé en France à partir de 2005, puis publié en français en 2012 et en anglais en 2013. Un projet national ASIRI+ a été lancé en 2019, pour une durée de 4 ans.

## Fonctionnement

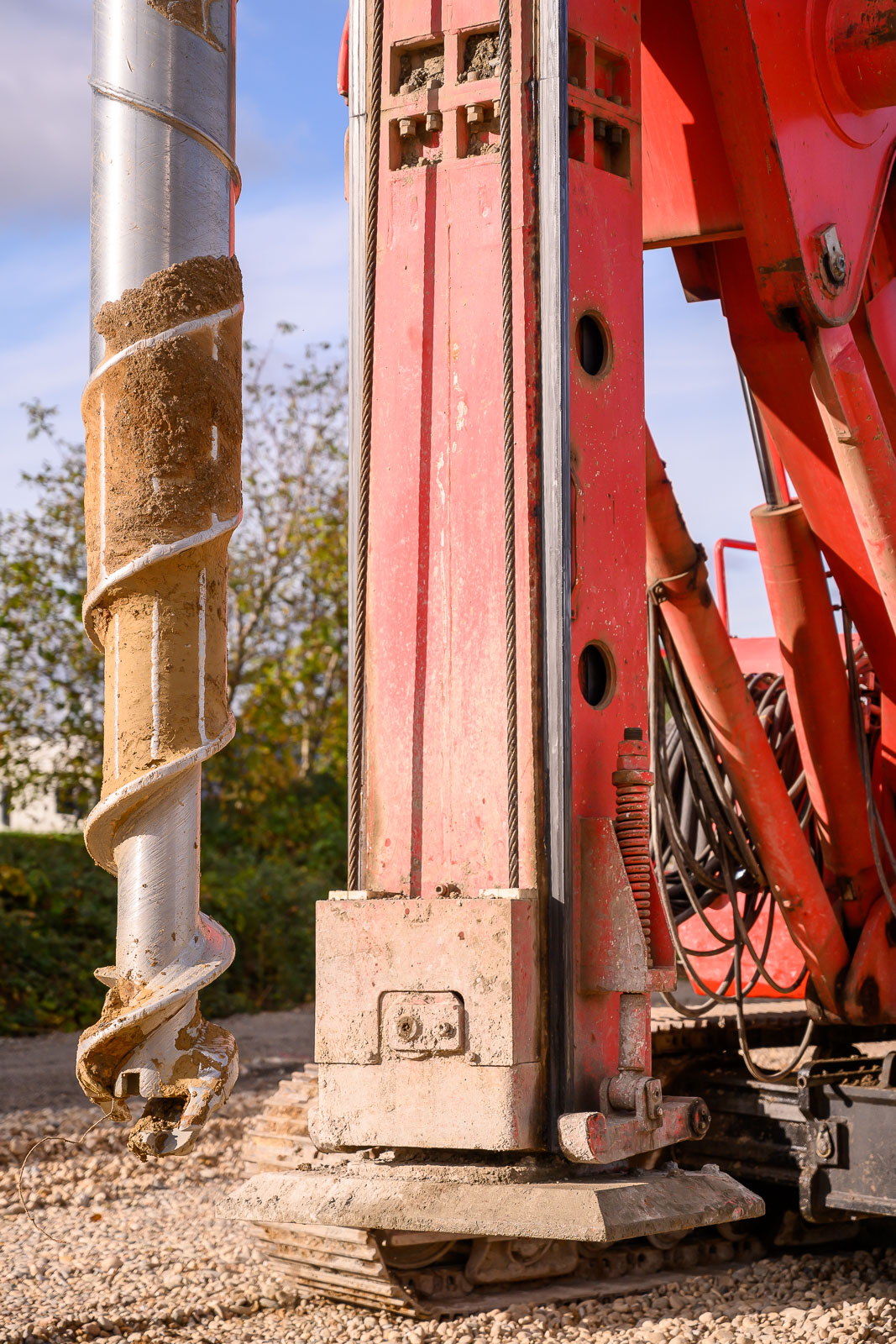
Tarière à refoulement pour inclusion rigide

De manière générale, l’inclusion rigide ne reprend pas, contrairement aux pieux, l'entièreté des descentes de charges, une partie passant directement dans le sol.
La technique des inclusions rigides a pour objectif de renforcer le sol pour supporter la charge de l’ouvrage sans engendrer de tassements non admissibles vis-à-vis de la sécurité de l’ouvrage. Lorsque les inclusions rigides ont pour objectif d'assurer la portance du sol et de réduire les tassements, on dit alors qu'elles sont en domaine 1. Lorsqu'elles ont pour fonction principale la réduction des tassements sous l'ouvrage futur, on dit alors qu’elles sont en domaine 2. Les inclusions rigides en domaine 1 nécessitent diverses vérifications supplémentaires par le calcul par rapport à celles en domaine 2, le domaine 1 étant plus critique à traiter que le 2.
Les inclusions rigides forées sont la plupart du temps réalisées en refoulement. Le sol est alors comprimé latéralement lors du forage, permettant l’amélioration des frottements le long de la future inclusion, et l'amélioration du sol en place. Il n'y a pas de déblais de forage. Les inclusions peuvent également être forées en tarière CFA classique, produisant de ce fait une extraction des terres et donc des déblais.

### Inclusions Rigides avec matelas de répartition
Les recommandations de dimensionnement des inclusions rigides sont détaillées dans le projet national ASIRI, qui ne concerne que le cas des inclusions rigides avec matelas de répartition.
La présence du matelas de répartition, d'une épaisseur minimale de 40 centimètres, permet de répartir les charges entre la tête de l'inclusion et le sol interstitiel. Au niveau de la partie supérieure des inclusions, le sol tasse plus que les inclusions et entraîne du frottement négatif le long de l’inclusion, ce qui contribue au report de la charge sur les inclusions. À partir d'une certaine profondeur, appelée point neutre, c'est au contraire un phénomène de frottements positifs qui a lieu. Le point neutre désigne la profondeur où le sol tasse autant que l’inclusion rigide. 
L’inclusion rigide est plus ou moins ancrée dans une couche de bonne qualité en profondeur, pour reporter une partie des charges via un effort de pointe de l'inclusion, en plus de la dissipation de ces charges en frottements positifs.

### Inclusions Rigides sans matelas de répartition
Le cas de dimensionnement des inclusions rigides sans matelas de répartition, notamment utilisées sous les semelles filantes, massifs ponctuels et radiers de fondations superficielles, n'est pas détaillé dans le projet national ASIRI. Certaines entreprises, notamment françaises, ont développé des cahiers des charges internes, validés par des organismes de contrôle externes ou des organismes d'état (CEREMA, IFSTAR), qui leur permettent de s’affranchir de ce matelas de répartition lors du dimensionnement et de l'exécution de ces inclusions rigides. Un cahier des charges valide est nécessaire pour mettre en œuvre des inclusions rigides sans matelas de répartition. La validité de ces cahiers des charges est généralement de 3 ans renouvelable, et chaque procédé fait l’objet d’un examen approfondi par les services de l’État.
De même que les inclusions rigides avec matelas de répartition, ces inclusions sans matelas sont ancrées dans une couche de bonne compacité en profondeur. Cependant, on considère que le sol en tête tasse de manière égale par rapport à l'inclusion. Il en résulte que le point neutre est situé directement en tête de l'inclusion, et qu'il ne se développe aucun frottement négatif dans l'inclusion. On a uniquement des frottements positifs, et un effort de pointe via l'ancrage de l'inclusion.

## Mise en œuvre

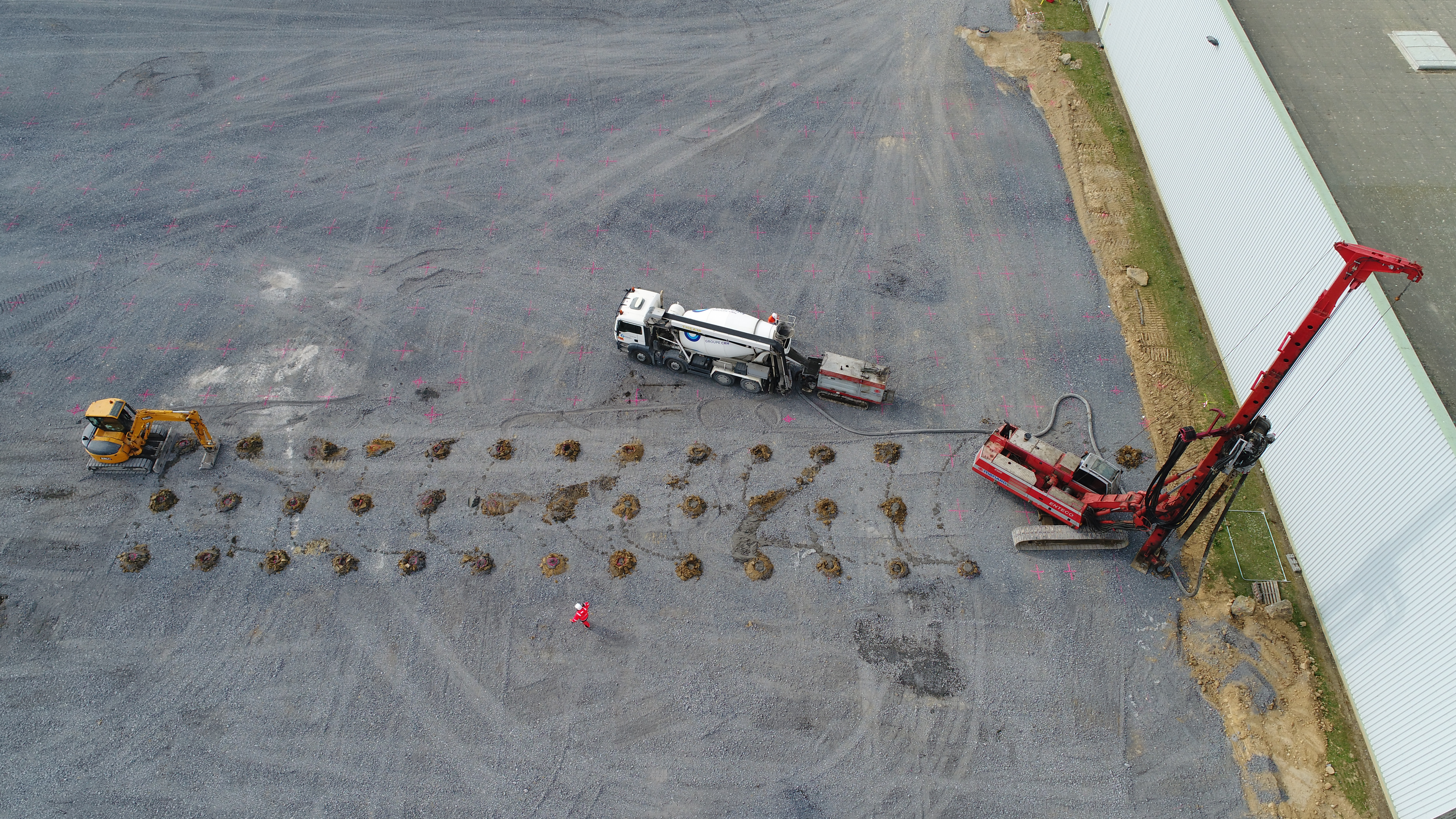
Vue aérienne d'un atelier d'inclusions rigides, avec foreuse, pompe à béton, toupie de béton et mini-pelle

À la suite de la réalisation de la note de calcul, l'atelier de forage est amené sur chantier, et les inclusions sont implantées, puis forées et bétonnées, souvent directement à la remontée de l'outil de forage. Dans le cas d'inclusions battues (métalliques, en bois ou en béton préfabriqué par exemple), on utilise, plutôt qu'une foreuse, une grue équipée d'un marteau ou d'un vibreur.
Un atelier d’inclusions rigides forées est composé principalement de deux machines : une foreuse et une pompe à béton. La pompe à béton permet d’assurer une surpression dans le béton lors du bétonnage, permettant ainsi d'assurer l'intégrité de l'inclusion.
A la fin, ou au cours du chantier, divers essais normés peuvent être réalisés, selon le dimensionnement, les réglementations, les demandes du client ou encore le linéaire d’inclusion effectué. Ces essais (essais de chargement, essais d'impédance mécanique, essais d'écrasement d'éprouvettes par exemple) permettent de s'assurer de la bonne qualité des inclusions rigides exécutées.

## Cas d'application
Les inclusions rigides sont utilisées pour supporter des bâtiments, ouvrages ou remblais lorsque le sol en place n'est pas suffisant bon pour se fonder de manière superficielle. Elles sont également utilisées lorsque les critères de tassement sous structure, dallage ou remblais sont stricts et contraignants.
Les inclusions rigides sont utilisées en remplacement des pieux, des micropieux, des radiers, des fondations semi-profondes comme les puits en béton. Des inclusions très courtes sont également utilisées en remplacement de semelles filantes ou ponctuelles approfondies, pour éviter les grandes quantités de gros-béton pour aller chercher le bon sol.
Les inclusions rigides ont été utilisées dans divers domaines, comme ceux cités ci-dessous :
- Des entrepôts de stockage, usines ou plateformes logistiques[4] ;
- Des remblais ferroviaires ou routiers[5] ;
- Des silos, stations d’épuration, usines de méthanisation, réservoirs ou tankers[6] ;
- Des logements individuels et collectifs, hôpitaux, salle de théâtre, salle de sport, piscine, école ou autres bâtiments courants[7] ;
- Des aéroports, des ports ;
- Des fondations d'éoliennes[8] .